# 中国铁路解放13型蒸汽机车
解放13型蒸汽机车，为中国铁路一种煤水车式蒸汽机车，本型机车前身为華北交通于1939年从斯柯达公司购置的（Mikaha）型蒸汽机车。第二次世界大战结束后，此型机车被中国铁道部编为ㄇㄎ13（MK13）型，于1959年改称为解放13型（JF13），编号范围为3841-3855。1980年代有2辆解放13型机车于北京以及鹤岗两地有目击记录。
应当注意的是，斯柯达公司1939年时制造了一批设计上与型机车相似的天皇式蒸汽机车，原计划交付南滿洲鐵道，但后被保加利亞國家鐵路购置，编为20型。

## 备注
1. ↑  依南满州铁道机车形式命名规则（适用于南满州铁道公司及该公司实际经营、控制之满州国有铁道及华北交通公司），ミカ（发音为Mika）系指Mikado型（车轴配置2-8-2）之蒸汽机车。并以日文片假名イ（i）、ニ（ni）、サ（sa）、シ（si）、コ（ko）、ロ（ro）、ナ（na）、ハ（ha）、ク（ku）（为日文数字之发音或发音之字首）依序代表1～9号。例如：Mikai（ミカイ）为Mikado型机车第1型，之后以此类推。关于车辆编号，依据南满州铁道于1938年颁布之编号规则，车号范围在1～500属于南满州铁道所有车辆（社线）、501～1500属于满州国国铁所有车辆（国线）、1500以上属于华北交通所有之车辆。